# مجلة أمراض النساء والتوليد
مجلة أمراض النساء والتوليد هي مجلة طبية لكل فصل بالسنة لعرض المًسبق من الأعمال  تغطي الأبحاث في مجال التوليد وأمراض النساء، والطب النفسي الذي أنشئ في عام 1982. تم نشر المجلة من قبل تايلور وفرانسيس بالنيابة عن الجمعية الدولية للأمراض النفسية والتوليد والنسائية.

## التلخيص والفهرسة
يتم تلخيص المجلة وفهرستها في: المحتويات الحالية / الطب السريري، المحتويات الحالية / علوم الحياة، امباسا / اكسبترا ميديكا، اندكس ميديكس/ ميدلاين / بوب ميد، سيك ن ف و، مؤشر الاستشهاد بالعلوم الاجتماعية، ومؤشر الاقتباس العلمي. ووفقًا لتقرير جريدة الاقتباس، فإن المجلة لديها عامل تأثير يبلغ 1.880.

## روابط خارجية
- الموقع الرسمي